# Shijō (Klan)

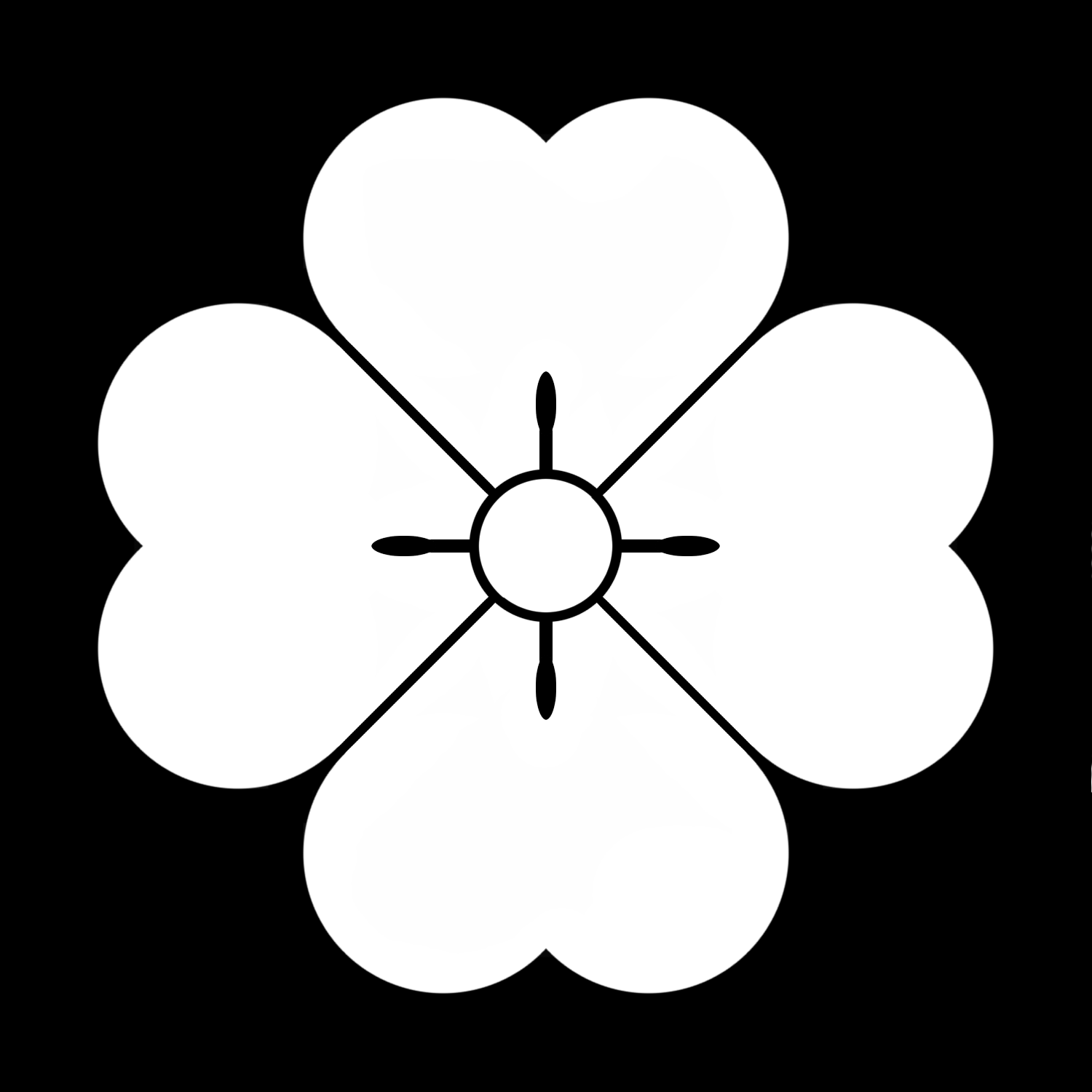
Wappen der Shijō

Die Shijō (japanisch 四條氏, Shijō-shi) waren eine Familie des japanischen Hofadels (Kuge), die sich von Fujiwara no Uona (721–783) ableitete.

## Genealogie
- Takasuke (隆資; 1292–1352), Sohn des Takazane, diente Kaiser Go-Daigo. Als Kebiishi no bettō (Chef der Polizei und Strafverfolgung) bemühte er sich, die Mönche vom Hiei-zan für den Kaiser zu gewinnen, während dieser auf der Flucht zum Berg Kasagi (笠置山, Kasagi-yama) war. Als der Kaiser in Gefangenschaft geriet, schor er sein Haupt und zog sich aus dem aktiven Leben zurück. Nach dem Untergang der  Hōjō im Jahr 1333 wurde er wieder aktiv und kämpfte gegen Ashikaga Takauji, wurde aber 1336 am Otoko-yama und 1348 bei Shijo-nawate geschlagen. Er starb im Kampf gegen die Truppen des Nordhofs.[1]
- Takatoshi (隆俊; † 1373), Takasukes Sohn, setzte den Kampf gegen die Ashikaga fort. Im Jahr 1353 besiegte er den Gouverneur der Provinz Kii, dann belagerte er zusammen mit Yamana Tokiuji (山名 時氏; † 1371) Kyōto, worauf Shogun Ashikaga Yoshiakira Zuflucht in der Provinz Mino suchen musste. Yoshiakira kehrte zurück, und der Südhof[1] musste Kyōto wieder verlassen. 1355 griff Takatoshi erneut die Armee des Shogun an, wurde aber zurückgeschlagen. Er setzte den Kampf trotzdem weiter fort, fiel aber schließlich in einer Schlacht.

Takatoshis Nachkommen setzten die Linie der Familie fort. Nach 1868 führte der Chef des Hauses den Titel „Fürst“. Eine Nebenlinie führte den Titel Baron.